# Eva Ferreira García

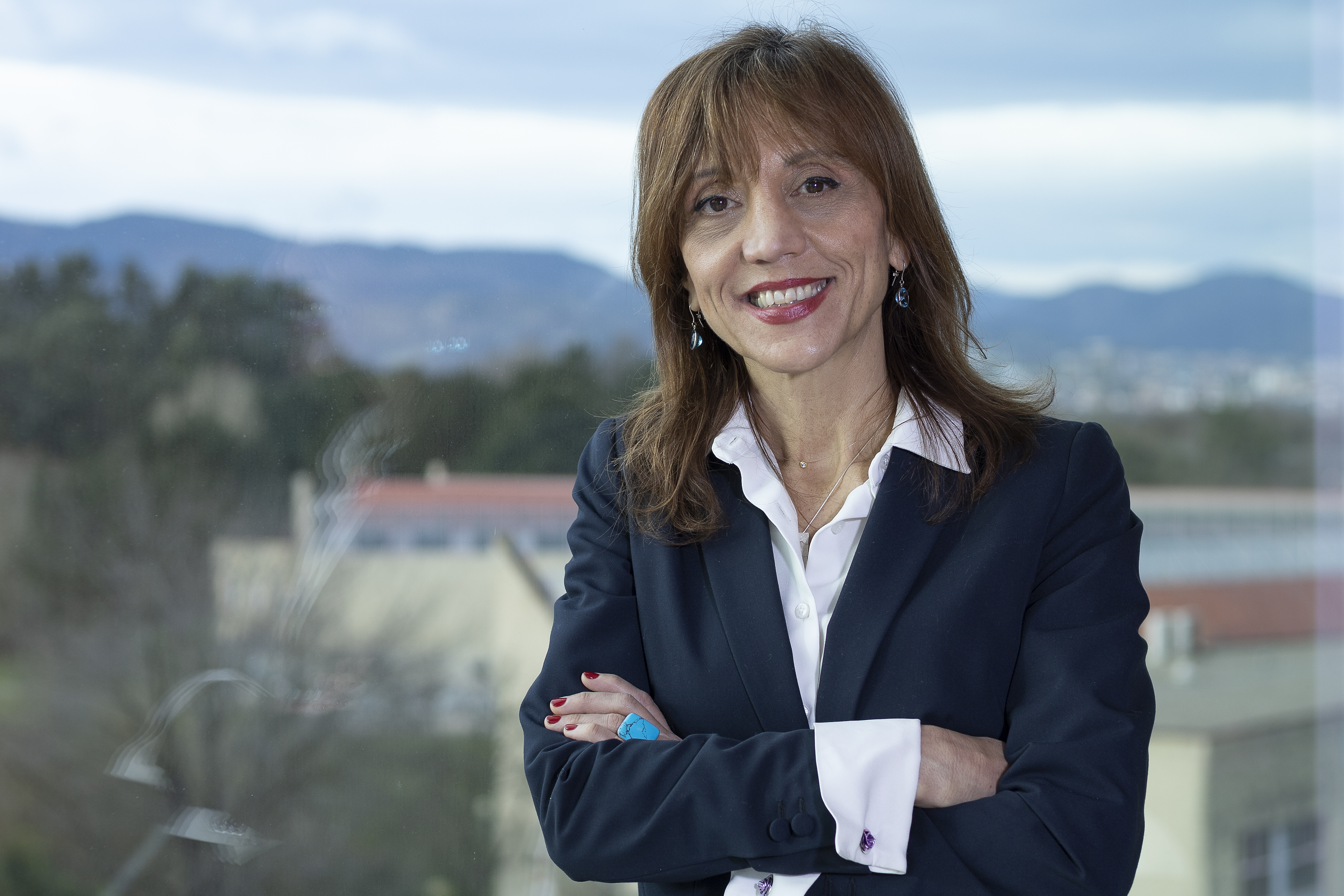
Garcia Eva Ferreira, 2021

Maria Eva Ferreira Garcia (* 1963 in Barakaldo, Spanien) ist eine spanische Mathematikerin und Hochschullehrerin. Sie ist Professorin für Angewandte Wirtschaftswissenschaften und seit 2021 Rektorin der Universität des Baskenlandes (UPV/EHU).

## Leben und Werk
Ferreira war eines von fünf Kindern galizischer Eltern, die 1956 nach Barakaldo gezogen waren. Sie studierte Mathematik und erhielt 1986 einen Abschluss an der UPV/EHU und 1990 einen Master-Abschluss in Wahrscheinlichkeitsrechnung und Statistik am  Courant Institute of Mathematical Sciences of New York University.  Sie promovierte 1993 bei Fernando Tusell in Wirtschaftswissenschaften an der UPV/EHU mit der Dissertation: Suavizado no parametrico; Con Aplicacion a la Estimacion Espectral.
Sie unterrichtete von 1986 bis 1988 an der UPV/EHU und seit 1990 als Profesora de Estadística.   2005 wurde sie dort Professorin für Angewandte Wirtschaftswissenschaften. Im Regierungsrat der Universität des Baskenlandes war sie von 2004 bis 2008 Prorektorin für Wirtschaft und Wissenschaftsorganisation, von 2009 bis 2013 Generalsekretärin und von 2015 bis 2019 Direktorin der Unibasq-Agentur. Diese Agentur ist der für Universitäten zuständigen Abteilung der baskischen Regierung angegliedert, die die Qualität im Bereich des baskischen Universitätssystems unter Berücksichtigung des spanischen, europäischen und internationalen Rahmens fördert und garantiert. 2018 wurde sie Vizepräsidentin von der Europäische Vereinigung für Qualitätssicherung in der Hochschulbildung (ENQA). Sie ist seit März 2020 Mitglied des Expertenausschusses der CEMAT (Spanish Mathematical Commission), um bei der Modellierung und Überwachung von Coronavirus-Daten zu helfen.
Am 25. Januar 2021 wurde sie zur Rektorin der Universität des Baskenlandes (UPV/EHU) ernannt.
Sie war Gastprofessorin an der University of Bath, an der Albert-Ludwigs-Universität Freiburg und lehrte an der Universidade de São Paulo in Brasilien, an der Louisiana State University und an der Ahmedabad University in Gujarat, Indien.
Ferreira ist Mutter von zwei Kindern.

## Veröffentlichungen (Auswahl)
- mit María Jesús Bárcena Ruiz, Karmele Fernández Aguirre: Elementos de probabilidad y estadística descriptiva. Argitarapen Zerbitzua, 2003, ISBN 978-84-8373-545-9.
- mit Juan Carlos García-Moncó, Marian Gomez: BeldarrainThe therapeutic paradox in the diagnosis of tuberculous meningitis. Neurology 65(12), 2006.